# Oh Yes I Can
| Recensione | Giudizio |
| ---------- | -------- |
| AllMusic   | [ 1 ]    |

| Recensione | Giudizio |
| ---------- | -------- |
| AllMusic   |          |

Oh Yes I Can è il secondo album discografico come solista di David Crosby, pubblicato dalla casa discografica A&M Records nel febbraio del 1989.
L'album si piazzò al numero 104 (11 marzo 1989) della classifica statunitense The Billboard 200.

## Tracce
Lato A
1. Drive My Car – 3:34 (David Crosby)
2. Melody – 4:07 (David Crosby, Craig Doerge)
3. Monkey and the Underdog – 4:15 (David Crosby, Craig Doerge)
4. In the Wide Ruin – 4:47 (Craig Doerge, Judy Henske)
5. Tracks in the Dust – 4:47 (David Crosby)

Lato B
1. Drop Down Mama – 3:06 (David Crosby)
2. Lady of the Harbor – 3:19 (David Crosby, Craig Doerge)
3. Distances – 3:35 (David Crosby)
4. Flying Man – 3:24 (David Crosby, Craig Doerge)
5. Oh Yes I Can – 5:08 (David Crosby)
6. My Country, 'Tis of Thee – 1:58 (Tradizionale; arrangiamento di Michael Hedges)

## Formazione
- David Crosby - voce, cori, chitarra acustica
- Craig Doerge - tastiera, sintetizzatore, pianoforte, Fender Rhodes
- David Lindley - chitarra, slide guitar
- Danny Kortchmar - chitarra elettrica
- Leland Sklar - basso
- Joe Vitale - batteria
- Michael Landau - chitarra
- George Perry - basso
- Mike Finnigan - organo Hammond addizionale
- Kenny Kirkland - pianoforte, Fender Rhodes
- Joe Lala - percussioni
- Tim Drummond - basso
- Jim Keltner - batteria
- Steve Lukather - chitarra
- Kim Bullard - sintetizzatore
- Larry Carlton - chitarra
- Russ Kunkel - batteria, percussioni
- Graham Nash - pianoforte, cori, Fender Rhodes
- Dan Dugmore - slide guitar
- Michael Hedges - chitarra, cori
- Gary Grant - tromba
- Jerry Hey - tromba
- Larry Williams - sax
- Kim S. Hutchcroft - sax
- Jackson Browne, James Taylor, Bonnie Raitt, J. D. Souther - cori

Note aggiuntive
- David Crosby, Craig Doerge (eccetto brano: Distances) e Stanley Johnson (eccetto brano: Distances) - produttori
- David Crosby, Ron Albert (solo brano: Distances) e Howard Albert (solo brano: Distances) - produttori
- Stanley Johnson - ingegnere delle registrazioni e del mixaggio
- Steve Gursky - ingegnere delle registrazioni (solo brano: Distances)
- Stephen Barncard, Jay Parti e Gerry Lentz - registrazioni aggiunte
- Assistenti ingegneri registrazioni aggiunte:
Scott Gordon, Mark McKenna, Larry Goodwin, Tom Banghart, Bob Vogt, Russel Schmidt, Mike Bosley, Troy Cruze, Gary Boatner, Paul Winger, Al Tucker
- Registrazioni effettuate al: Devonshire Sound (North Hollywood, CA); A&M Studios (Hollywood, CA); Criteria (Miami, Florida); Cherokee Studios (Los Angeles, CA)
- Mixato al Cherokee Studios di Los Angeles, California
- Masterizzato da Mike Reese al A&M Mastering Studios e da Bob Ludwig al Masterdisk
- Bill Dooley e Dave Collins - digital editing
- Gary Burden - art direction e design (per la R. Twerk & Co.)
- Caroline Balog - produzione artistica e design
- Jay Parti - fotografia copertina frontale album
- Henry Diltz - fotografia retrocopertina album
- Aaron Rapoport - fotografie interne copertina album[6]